# Квантово заплитане
Квантовото заплитане, също преплитане и вплитане е физично явление, при което двойка или група частици се образува, взаимодейства или споделя пространствена близост по такъв начин, че квантовото състояние на всяка частица от двойката или групата не може да бъде описано независимо от състоянието на другите, дори когато са разделени от голямо разстояние (все едно разделените частици са свързани помежду си). Темата на квантовото заплитане заема централно място в несъответствието между класическата и квантовата физика.
Измерванията на физичните свойства (като например местоположение, импулс, спин и поляризация) на вплетените частици са подвластни на идеална корелация. Например, ако двойка вплетени частици се образува по такъв начин, че техният общ спин е нула, а за едната частица се знае, че има спин по часовниковата стрелка по първата ос, тогава спинът на другата частица по същата ос ще бъде обратен на часовниковата стрелка. Това поведение поражда привидно парадоксални ефекти – всяко измерване на свойство на частица води до необратим колапс на вълновата функция на въпросната частица и би променило първоначалното ѝ квантово състояние. В случая на вплетени частици, едно такова измерване би засегнало цялата система като цяло.
Именно такива явления са обект на труд от 1935 г. на Алберт Айнщайн, Борис Подолски и Натан Розен, а скоро след тях и на няколко труда на Ервин Шрьодингер, които описват мисловен експеримент, наречен парадокс на Айнщайн-Подолски-Розен. Айнщайн и други учени смятат, че такова поведение е невъзможно, тъй като нарушава принципа на локалността и че поради това приетата формулировка на квантовата механика е все още незавършена.
По-късно, неинтуитивните прогнози на квантовата механика са експериментално потвърдени в поредица опити, при които поляризацията или спинът на вплетените частици се измерват на отделни места, статистически нарушавайки неравенството на Бел. В по-ранните опити не е напълно изключено резултатът от една точка да е бил предаван до отдалечена точка, въздействайки на резултата при втората позиция. Провеждани са и опити, при които местата са толкова отдалечени, че комуникацията със скоростта на светлината да отнема до 10 хиляди пъти повече време, отколкото интервалът между измерванията.
Според някои интерпретации на квантовата механика, влиянието на всяко измерване се разпространява мигновено. Други интерпретации не допускат колапс на вълновата функция и изключват каквото и да е влияние. Все пак, всички интерпретации се съгласяват, че квантовото заплитане води до корелация между измерванията и че взаимната информация между вплетените частици може да бъде използвана, но и също така, че пренос на информация със скорост, по-висока от тази на светлината, е невъзможен.
Квантовото заплитане е демонстрирано опитно с фотони, неутрино, електрони, молекули с големината на бъкминстърфулерен и дори малки диаманти. На 13 юли 2019 г. учени от Глазгоуския университет докладват, че са направили първата снимка на силен вид квантово заплитане.
През 2022 г. Нобеловата награда за физика e присъдена на Ален Аспе, Джон Клаузър и Антон Цайлингер за експерименталното доказване на квантовото заплитане.
Използването на квантовото заплитане в комуникациите, изчисленията и квантовите радари е много активна област на изследване в днешно време.

## История
Неинтуитивните прогнози на квантовата механика относно силно взаимосвързаните системи са дискутирани за пръв път от Алберт Айнщайн през 1935 г. в общ труд с Борис Подолски и Натан Розен. В това изследване тримата формулират т. нар. парадокс на Айнщайн-Подолски-Розен, мисловен експеримент, който се опитва да покаже, че теорията на квантовата механика е незавършена.
Все пак, тримата учени нито въвеждат термина „заплитане“, нито обобщават специалните свойства на състоянието, което изследват. След техния труд Ервин Шрьодингер пише писмо до Айнщайн на немски, в което използва думата Verschränkung (преведена от самия него като „заплитане“), за да обясни взаимовръзките между две частици, които си взаимодействат и след това се разделят, както е в експеримента. Скоро след това Шрьодингер публикува творчески труд, в който определя и дискутира понятието „заплитане“. В този труд той признава важността на тази идея, заявявайки: „Аз бих нарекъл заплитането не една, а характеристиката на квантовата механика, тази, която обуславя цялото ѝ отделяне от класическата мисловна линия“.
Също като Айнщайн, Шрьодингер не е доволен с концепцията на заплитане, тъй като тя привидно нарушава ограничението на скоростта на светлината (съответно на преноса на информация) в теорията на относителността. По-късно Айнщайн иронизира заплитането като spukhafte Fernwirkung – (призрачно далекодействие) „(зловещо) действие от разстояние“.
Новата идея възбужда значителен интерес сред физиците и вдъхновява многобройни дискусии относно основите на квантовата механика, но въпреки това довежда до относително малко публикации. Въпреки големия интерес, слабата страна в парадокса на Айнщайн-Подолски-Розен е открита едва през 1964 г., когато Джон Стюърт Бел доказва, че едно от ключовите им допускания, принципът на локалността, когато се приложи към скритите променливи, които парадокса предполага, е математически непоследователен с прогнозите на квантовата теория. По-точно, Бел доказва наличието на горна граница чрез нареченото в негова чест неравенство на Бел, по отношение на силата на корелациите, които могат да се породят във всяка теория, подчинена на локалния реализъм. Освен това той показва, че квантовата теория предвижда нарушаване на тази граница за определени заплетени системи. Неравенството му е експериментално доказуемо и след откриването му се провеждат многобройни опити. Един от ранните експериментални пробиви е дело на Карл Кохер, който през 1967 г. представя устройство, при което два фотона, излъчвани последователно от калциев атом, се оказват квантово заплетени. Това е и първият случай на квантово заплетена видима светлина. Двата фотона преминават през диаметрално разположени успоредни поляризатори с по-голяма вероятност от класически предвидените, но с корелации в количествено съответствие с квантовите механични изчисления. Кохер също показва, че взаимовръзката зависи само от ъгъла между поляризаторите и намалява експоненциално с времето между излъчванията на фотоните. Впоследствие тази зависимост е установена и от други учени, които усъвършенстват и използват апарата на Кохер. Всички тези опити са съгласувани по-скоро с квантовата механика, отколкото с принципа на локалността.
В продължение на десетилетия, обаче, всеки експеримент притежава поне една пробойна, чрез която е възможно да бъде поставяна под въпрос валидността на резултатите. Все пак, през 2015 г. е проведен експертимент, който не съдържа такива пробойни и официално изключва категорично голям клас от теории за локалния реализъм. Според Ален Аспе, въпросът на свръхдетерминизма е нерешим, заявявайки, че „никой експеримент, колкото и идеален да е, не може напълно да е лишен от пробойни“.
През юли 2019 г. физици докладват, че са заснели първото изображение на квантово заплитане.
През 2022 г. Нобеловата награда за физика e присъдена на Ален Аспе, Джон Клаузър и Антон Цайлингер „за експерименти със заплетени фотони, установяване на нарушение на неравенствата на Бел и пионерство в науката за квантовата информация“.

## Концепция
Заплетената система се определя като система, чието квантово състояние не може да бъде определено чрез състоянията на локалните ѝ компоненти. Тоест, това не са индивидуални частици, а неразделимо цяло. При квантовото заплитане не е възможно единият компонент да бъде напълно описан, без да се вземе предвид другия или другите компоненти. Състоянието на комбинираната система винаги се изразява като сума или като квантова суперпозиция от състоянията на локалните компоненти.
Квантовите системи могат да се заплетат чрез различни видове взаимодействия. Заплитането се разваля, когато заплетените частици претърпят квантова декохеренция чрез взаимодействие с околната среда – например, когато се извърши измерване.
Пример за квантово заплитане може да е субатомна частица, която се разпада до заплетена двойка от други частици. Събитието на разпадане е подчинено на различни закони на запазването, в резултат на което изходът от измерването на коя да е дъщерна частица трябва да е тясно свързан с изхода от измерването на другата дъщерна частица (така че общите импулс, момент на импулса, енергия и т.н. да останат същите преди и след процеса). Например, частица с нулев спин може да се разпадне до двойка частици с ½ спин. Тъй като общият спин преди и след разпадането трябва да е равен на нула (запазване на момента на импулса), когато се измери спина на първата частица по дадена ос, то при измерване на спина на другата частица по същата ос той трябва да бъде с обратна посока на първия.
Специалното свойство на квантовото заплитане става по-видимо, ако въпросните частици се разделят. Ако те се поставят на голямо разстояние една от друга и се измери дадена характеристика на една от тях, то при измерване на същата характеристика при другата частица ще се установи, че резултатите съвпадат (или се допълват).
Горният резултат може да бъде възприет като неинтуитивен или не. Една класическа система би имала същото поведение, макар да е необходима теория на скритите променливи за да стане това, според запазването на момента на импулса както в класическата физика, така и в квантовата механика. Разликата е в това, че класическата система има определени за стойности за всички наблюдаеми параметри, докато това не е така при една квантова система. Квантовата система привидно приема разпределение на вероятността за резултата на дадено измерване на спина по дадена ос на втората частица след измерване на първата частица. Това разпределение на вероятността по принцип е различно от това, което би било иначе, без измерване на първата частица. Това със сигурност може да се възприеме като изненадващо в случай на пространствено разделени заплетени частици.

### Класически парадокс
От гледна точка на класическата физика, квантовото заплитане не би трябвало да съществува. Класическият парадокс е, че измерване върху която и да е от частиците явно води до колапс на състоянието на цялата заплетена система, при това моментално, преди информацията относно измерването да е пристигнала при другата частица (считайки, че информацията не може да пътува по-бързо от скоростта на светлината). Според Копенхагенската интерпретация, резултатът от измерването на спина на едната частица води до колапс в състоянието, при което всяка частица има определен спин по оста на измерване. Изходът от измерване се счита за произволен, като всяка възможност има 50% вероятност. Все пак, ако двата спина се измерват по една и съща ос, те проявяват антикорелация. Това ще рече, че произволният резултат от измерването на една частица като че ли се предава към другата частица, така че тя да даде „верен резултат“ при измерване.
Разстоянието и подбирането на точния момент на измерванията могат да се изберат така, че да имат космически размери, следователно всеки ефект, свързващ двете събития, би трябвало да пътува по-бързо от скоростта на светлината. Според принципа на специалната теория на относителността, не е възможно информацията да пътува между две такива събития на измерване – дори не е възможно да се определи кое измерване е направено първо. За две космически събития x1 и x2 съществуват инерционни отправни системи, в които x1 е първо, както и такива, в които x2 е първо. От това следва, че корелацията между двете измервания не може да бъде обяснена, защото различните наблюдатели биха видели различни причинно-следствени връзки.
Едно възможно решение на парадокса включва допускането, че квантовата теория е незавършена и че резултатът от измерванията зависи от предопределени „скрити променливи“. Състоянието на измерваните частици съдържа определени скрити променливи, чиито стойности определят още от момента на отделяне какви ще бъдат измерените спинове. Това ще рече, че всяка частица носи всичката нужна информация със себе си и нищо не е нужно да бъде предавано от едната частица към другата в хода на измерването. Айнщайн и други първоначално вярват, че това е единственото решение на парадокса и приемат описанието на квантовата механика за незавършено.
Все пак, теорията на скритите променливи се проваля, когато се провеждат измервания на спина на заплетените частици по различни оси. Ако се направят голям брой такива измервания по чифтове, тогава статистически, ако локалната реалност и скритите променливи са верни, резултатите винаги биха удовлетворявали неравенството на Бел. Редица експерименти доказват на практика, че неравенството на Бел не е удовлетворено. Когато измерванията на заплетните частици се извършват в движещи се релативистични отправни системи, в които всяко измерване настъпва преди другото, резултатите от измерванията остават взаимосвързани. Основният проблем при измерването на спина по различни оси е, че тези измерванията не могат да имат определени стойности по едно и също време – те са несъвместими в такъв смисъл, че максималната едновременна точност на тези измервания е ограничена от съотношението на неопределеност на Хайзенберг. Това е в противоречие с класическата физика, където всяко свойство може да се измери по същото време с произволна точност, тоест заплитането по природа е некласическо явление.

### Квантовото заплитане като ресурс
Експерименталното установяване на квантовото заплитане доказва, че ние не живеем в класически свят, а в квантов свят.
Според съвременните разбирания, базирани на квантовата теория на информацията, квантовото заплитане е ценен физичен ресурс, който дава на квантовите системи способността да изпълняват задачи, които са класически невъзможни. Например, благодарение на квантовото заплитане могат да бъдат извършвани операции като квантово изчисление, квантова телепортация, квантово свръхплътно кодиране, квантово генериране на случайни числа и квантова криптография.